# 印度飲食

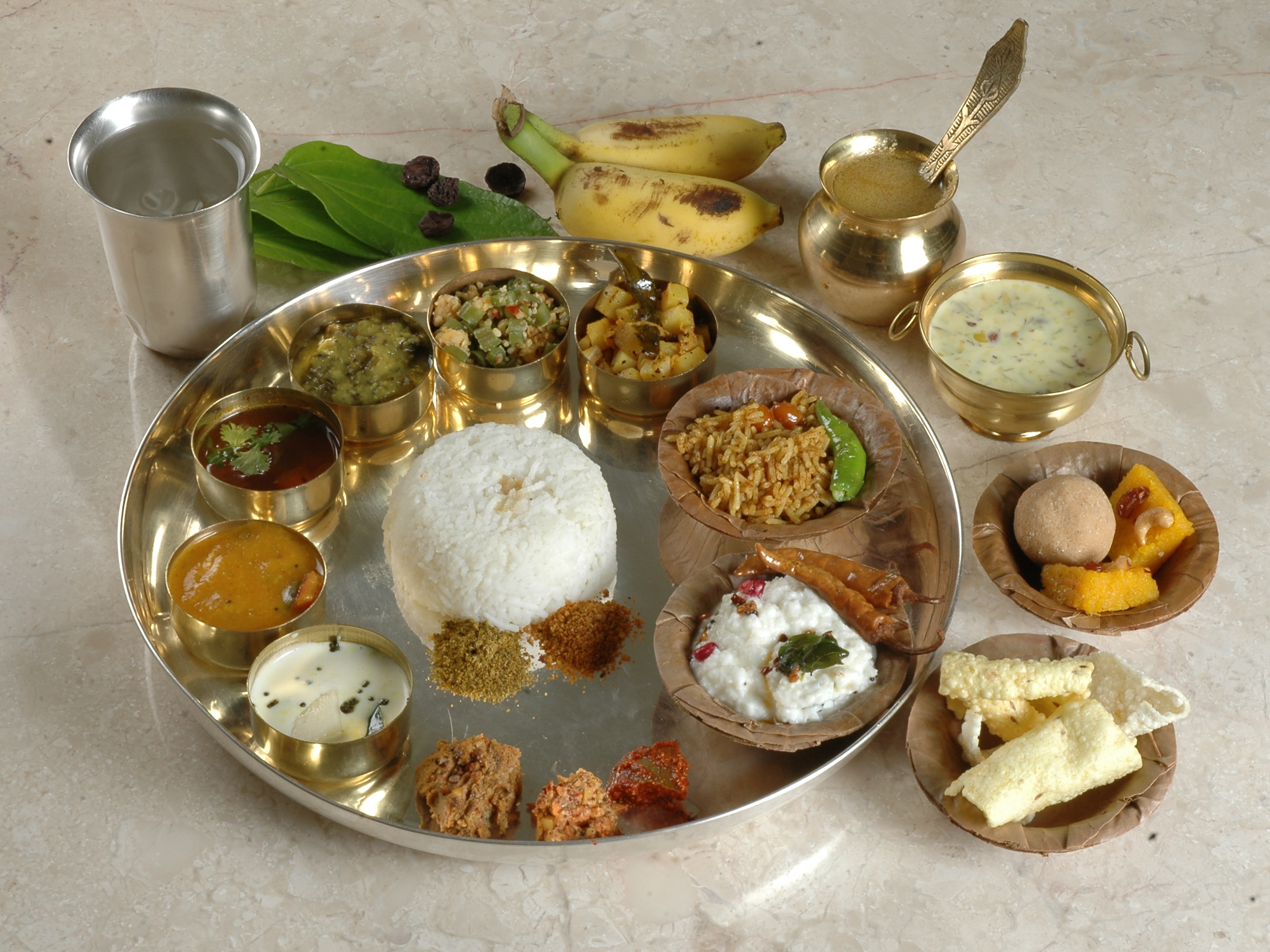
印度安得拉邦的素食餐點

印度料理是由印度次大陆原生各种传统及地方性料理组成的。视乎气候、土地、文化和族群的不同，其内容形式多变，常用当地的调料和药材蔬果。印度料理亦深受次大陆以印度教为首的宗教及其它文化习俗影响。莫卧儿帝国等伊斯兰政权也对印度料理有所贡献和改变，如萨莫萨三角饺及抓饭。
贸易、战争和殖民带给印度一部分新食物，得益于哥伦布发现美洲，马铃薯、番茄、辣椒、花生和番石榴成了印度不少地方的主要作物。在历史上，国际关系也塑造了印度料理，如与欧洲间的香料生意促成了地理大发现。當时香料多在印度采购集散，在欧亞大陆各处贩卖。印度料理亦施影响于全球烹饪，特别是环印度洋、中东、中北美地区。在和印度料理交流较深的欧洲料理中，尤以印度旧宗主英国料理所含印度因素为多。

## 历史
印度料理体现了8000年以来各族群和文化在次大陆上交融碰撞的历史，现代印度料理中的多变口味和乡土料理就是从这个历史中成长出来的。后来，和葡萄牙及英国的贸易关系又为已十分多元的印度料理添砖加瓦。

## 原料

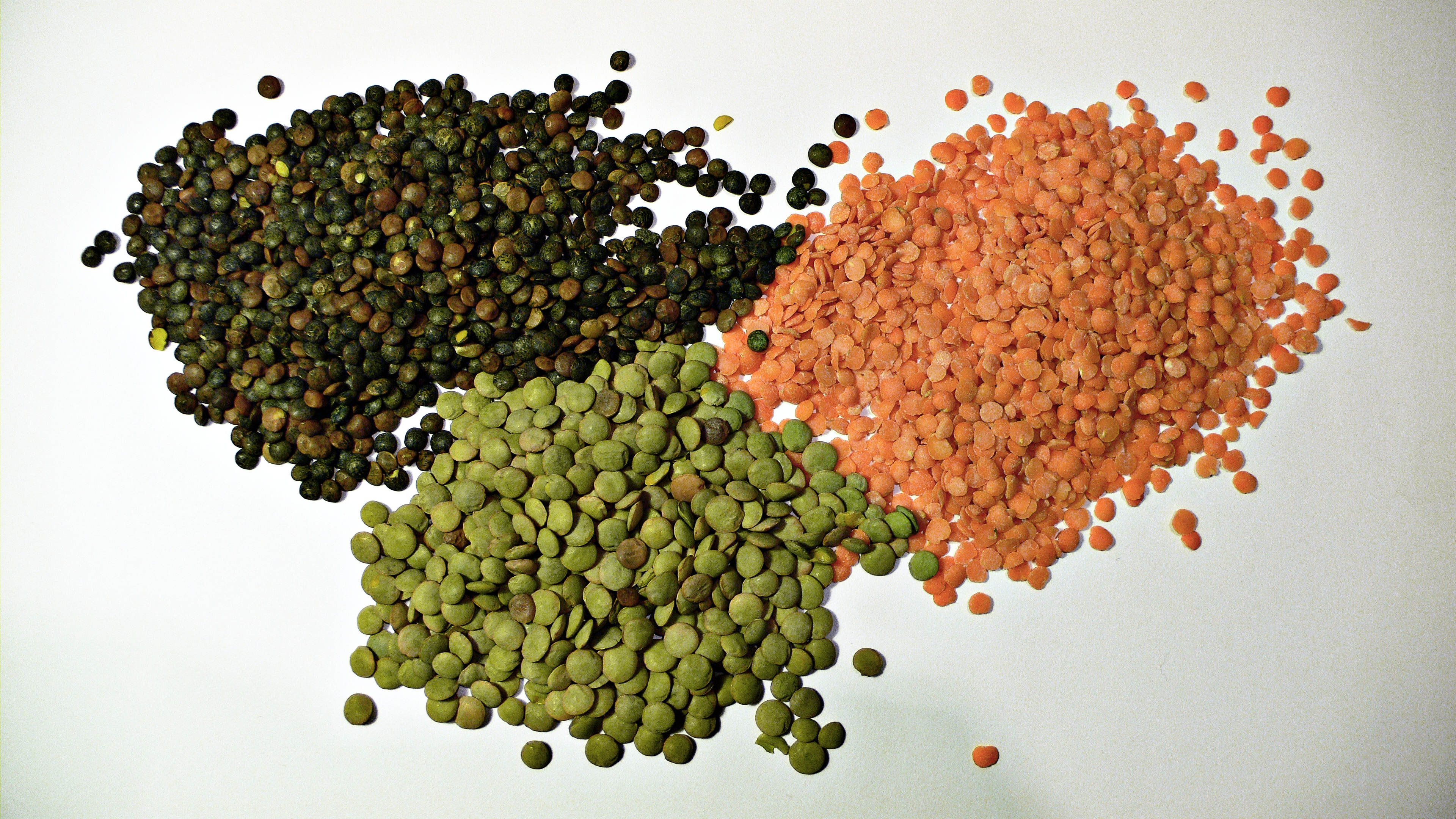
豆類是印度料理的常见食材

印度料理的主食包括稻米、小麦、珍珠粟（羅馬化：bājra），以及豆類，如小扁豆（羅馬化：masoor）、木豆（羅馬化：arahar）、黑小豆（羅馬化：uṛad）、绿豆（羅馬化：moong）。这些豆子有的被剥去豆荚，有的连种皮也剥去，这种被剥去种皮的豆子可以直接烹饪无需泡发，应用很广，多被做成豆糊或豆汤。一些荚豆，如鹰嘴豆、芸豆和黑眼豆也十分常见（特别是北印度）。鹰嘴豆和绿豆也会被制成豆粉。。
不少印度料理用植物油烹饪，其中西、北印度多用花生油，印度东部多用芥子油，印度最南端的喀拉拉邦和泰米尔纳德邦流行椰子油。因芝麻油有强烈的坚果香气，故在南印度很常见21世纪以来，葵花籽油、棉籽油、红花籽油和大豆油也在印度逐渐兴起，替代黄油的氢化植物油也开始流行。